# Flavi Anastasi Pompeu
Flavi Anastasi Pompeu   (segle V - valor desconegut) Flavi Anastasi Pau Probe Sabinià Pompeu Anastasi, va ser un polític de l'Imperi Romà d'Orient, cònsol l'any 517 .

## Biografia
Anastasi sembla ser fill de Sabinià, cònsol el 505, i d'una neboda de l'emperador Anastasi I. Familiar doncs de l'emperador Anastasi, podria ser germà de Flavi Anastasi Pau Probe Mosquià Probe Magne, cònsol l'any 518. Però Christian Settipani el fa fill de Probus.
Va ocupar el consolat durant l'any 517 juntament amb Agapit. Un dels seus díptics consulars es conserva a la Biblioteca Nacional de França. Segons el registre CIL V, 8120 CIL XIII, 10032 va rebre el títol honorífic de comes domesticorum equitum .
Es va casar amb Teodora, filla natural de l'emperadriu Teodora, esposa de l'emperador Justinià I. Van tenir tres fills:
- Anastasi, fl. 571, es va casar amb Juliana, filla d'Anici Probe i la seva esposa Probe, i van tenir a:
  - Areobind: potser el pare d'Anastasia Areobinda, esposa del curopalat Pere.
  - Placídia Anastasia, esposa de Joan Mistacó.
- Joan,
- Atanasi.